# Championnats du monde de cyclisme sur route 1993
Navigation
Benidorm 1992 Agrigente 1994
Les championnats du monde de cyclisme sur route 1993 ont eu lieu du 25 au 29 août 1993 à Oslo en Norvège.

## Résultats
| Épreuves :                                       | Or                                                                                  | Or              | Argent                                                            | Argent          | Bronze                                                                         | Bronze          |
| Épreuves masculines                              |                                                                                     |                 |                                                                   |                 |                                                                                |                 |
| Hommes - course en ligne                         | Lance Armstrong États-Unis                                                          | 6 h 17 min 10 s | Miguel Indurain Espagne                                           | 6 h 17 min 29 s | Olaf Ludwig Allemagne                                                          | m.t.            |
| Hommes - amateurs - course en ligne              | Jan Ullrich Allemagne                                                               | 4 h 13 min 09 s | Kaspars Ozers Lettonie                                            | m.t.            | Lubor Tesař Tchéquie                                                           | m.t.            |
| Hommes - amateurs - contre-la-montre par équipes | Italie Rossano Brasi Gianfranco Contri Rosario Fina Cristian Salvato                | 2 h 00 min 18 s | Allemagne Christian Meyer Uwe Peschel Michael Rich Andreas Walzer | 2 h 01 min 40 s | Suisse Roman Jeker Beat Meister Markus Kennel Roland Meier                     | 2 h 02 min 47 s |
| Épreuves féminines                               |                                                                                     |                 |                                                                   |                 |                                                                                |                 |
| Femmes - course en ligne                         | Leontien van Moorsel Pays-Bas                                                       | 2 h 21 min 20 s | Jeannie Longo France                                              | m.t.            | Laura Charameda États-Unis                                                     | 2 h 21 min 24 s |
| Femmes - contre-la-montre par équipes            | Russie Olga Sokolova Svetlana Boubnenkova Aleksandra Koliaseva Valentina Polkhanova | 1 h 06 min 31 s | États-Unis Eve Stephenson Jeannie Golay Jan Bolland Deirdre Demet | 1 h 09 min 32 s | Italie Roberta Bonanomi Alessandra Cappellotto Michela Fanini Fabiana Luperini | 1 h 09 min 34 s |

## Tableau des médailles
| Rang  | Nation     | Or | Argent | Bronze | Total |
| ----- | ---------- | -- | ------ | ------ | ----- |
| 1     | Allemagne  | 1  | 1      | 1      | 3     |
| 1     | États-Unis | 1  | 1      | 1      | 3     |
| 3     | Italie     | 1  | 0      | 1      | 2     |
| 4     | Pays-Bas   | 1  | 0      | 0      | 1     |
| 4     | Russie     | 1  | 0      | 0      | 1     |
| 6     | France     | 0  | 1      | 0      | 1     |
| 6     | Lettonie   | 0  | 1      | 0      | 1     |
| 6     | Espagne    | 0  | 1      | 0      | 1     |
| 9     | Tchéquie   | 0  | 0      | 1      | 1     |
| 10    | Suisse     | 0  | 0      | 1      | 1     |
| TOTAL | TOTAL      | 5  | 5      | 5      | 15    |